# Марк Фредерік Бойд
Марк Фредерік Бойд (англ. Mark Frederick Boyd; 21 травня 1889, Мічиган, США — 1968) — американський бактеріолог та епідеміолог, що відкрив один із видів роду шигел, названий на його честь Shigella boydii.

## Біографія

### Ранні роки
Син Вільяма Самуеля та Марії (Менч) Бойдів. Закінчив університет Айови та продовжив навчання в аспірантурі в Гарварді, а потім сконцентрував свої зусилля на бактеріології, гігієні та епідеміології. Упродовж 1911—1912 років — викладач з патології та бактеріології університету Айові. У 1912—1913 роках — медичний працівник в Оскалусі (Айова). 1913 року присуджено ступінь доктора медицини в університеті штат Айова. Того ж року став там магістром наук. У 1913—1914 роках — викладач Гарвардського університету. У 1914 році він став доцентом з бактеріології в Неваді, в 1915 році — з профілактичної медицини в Айові. Упродовж 1915—1917 років — епідеміолог Державної ради штату Айова. А в 1917 році став професором з бактеріології та профілактичної медицини в Техасі.

### Робота у міжнародних медичних організаціях

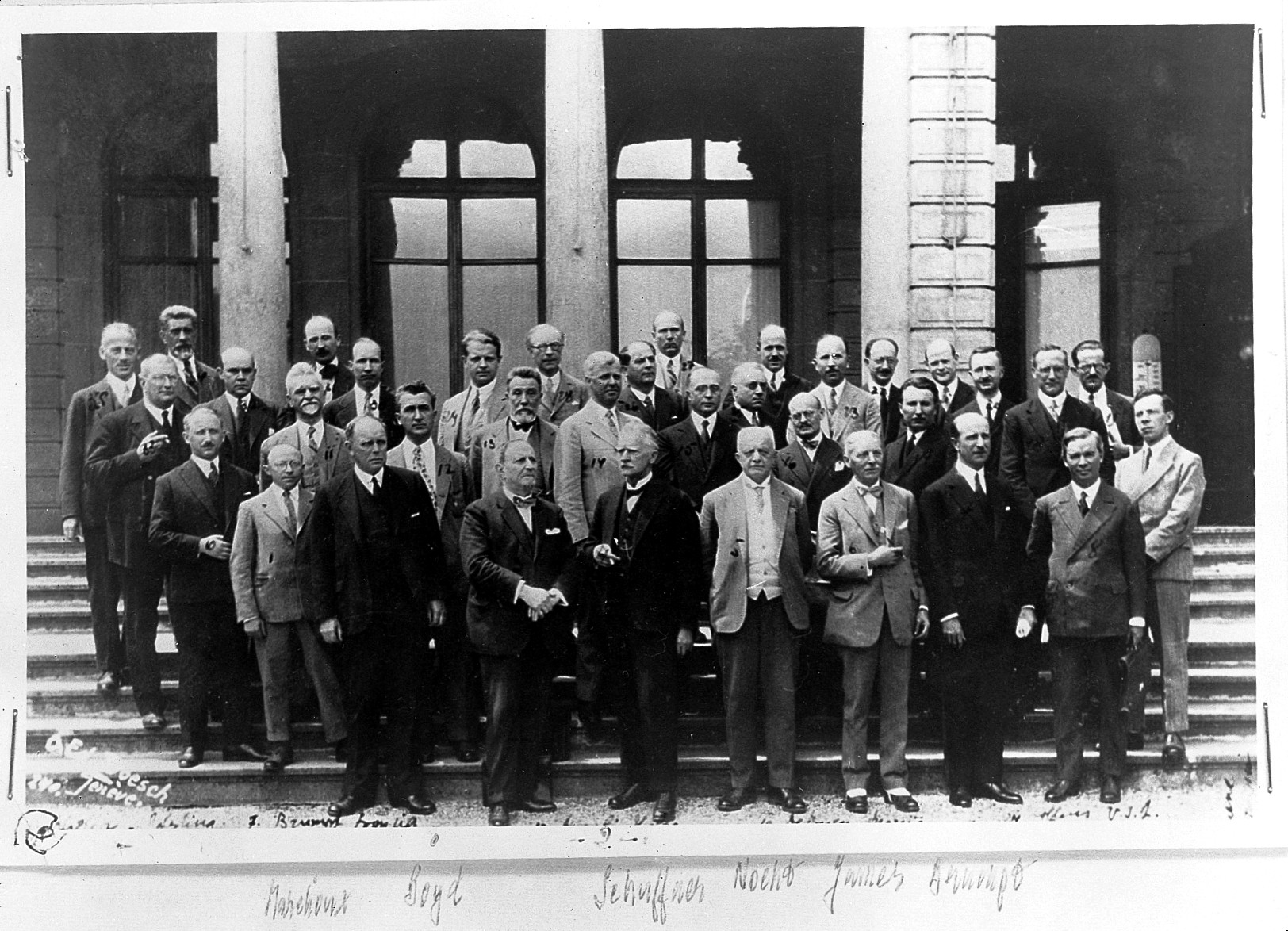
Члени комісії Ліги Націй з малярії. Другий ліворуч у другому ряду від низу Марк Фредерік Бойд

З 1921 року по 1946 був членом польового персоналу Міжнародної ради охорони здоров'я, Фонду Рокфеллера, комісії Ліги Націй з малярії. Працював послідовно у Бразилії, Джорджії, Північній Кароліні, Ямайці, Британській Вест-Індії, Миссисипи. Вивчав епідеміологію тифу, малярії, прокази, чуми, сказу та трихомонадної інфекції. У 1915 році під час польових досліджень в Індії виявив одного зі збудників шигельозу, якого названо на його честь. Був у 1938 році президентом Американського товариства тропічної медицини та в 1945 році — Американської академії тропічної медицини. Упродовж 1930—1945 років був секретарем—дослідником Національного товариства вивчення малярії, а в 1946 році — його президентом. Був членом дорадчої наукової ради Горгаського меморіального інституту. Був членом Управління охорони здоров'я Флориди (1947—1952) й одночасно членом експертної консультативної групи з питань малярії Всесвітньої організації охорони здоров'я.

### Життя у Флориді
Пізніше жив у Таллахассі, штат Флорида, його пам'ятають як історика служби Флоридського парку та з 1946 по 1949 рік — президента історичного товариства Флориди. Бойд написав кілька статей для журналу «Флоридський історичний квартал» про битви громадянської війни у Флориді, допоміг дослідити місцевість водосховища Вудруф.
1950 року став почесним доктором Флоридського університету. Нагороджений 1953 року премією де Брумта, яку вручає медичний факультет Паризького університету.

## Науковий доробок
- Practical preventive medicine. Philadelphia and London, 1920.
- Studies of the epidemiology of malaria in the Coastal Lowlands of Brazil. Baltimore, 1926.
- An introduction to malariology. Boston 1930.
- A Map of the Road From Pensacola to St. Augustine, 1778. The Florida Historical Quarterly, 1938, 17: 24.
- The Expedition of Marcos Delgado from Apalache to the Upper Creek Country in 1686.
- Events at Prospect Bluff on the Apalachicola River, 1808—1818. The Florida Historical Quarterly, October 1937, 16 (2): 55-96.
- The Battle of Marianna. The Florida Historical Quarterly, April 1951, 29 (4): 225—242.
- The Seminole War: Its Background and Onset. The Florida Historical Quarterly, July 1951, 30: 3-115.